# يوكو أويتا
يوكو أويتا (尾板 裕子)، هو لاعب كرة قدم. ولعبت مع منتخب اليابان لكرة القدم للسيدات.